# Phyllachora sinik-lagaraik
Phyllachora sinik-lagaraik är en svampart som beskrevs av Speg. 1885. Phyllachora sinik-lagaraik ingår i släktet Phyllachora och familjen Phyllachoraceae.   Inga underarter finns listade i Catalogue of Life.